# یومیکو فوجی
یومیکو فوجی (انگلیسی: Yumiko Fujii؛ زادهٔ ۲۴ آوریل ۱۹۷۲) بازیکن سافت‌بال اهل ژاپن است.